# Лиг (остров)
Лиг (англ. League Island) — бывший остров на реке Делавэр при впадении в неё реки Скулкилл, часть Филадельфии.

Известно, что в 1837 году сталелитейный промышленник Чарльз Уортон-младший интересовался возможностью построить дамбу, связывающую остров Лиг с Брод-стрит, а также соорудить пристань с южной стороны острова Лиг для поставки угля и организации морской торговли. Его желание поддержали главный инженер федеральной армии Ричард Делафилд и офицер ВМС Чарльз Стюарт, а затем составленный ими план получил одобрение города. Так началась индустриализация острова Лиг.
В 1868 году остров был передан Военно-морским силам США для строительства Военно-морской верфи Филадельфии, которая была открыта в 1871 году и функционировала до середины 1990-х гг. С 2000 года территория вновь находится в собственности города, переоборудована и используется как промышленный парк The Navy Yard.
Остров Лиг больше не существует как остров, с тех пор, как Обходной канал (англ. the Back Channel), отделявший его от берега, был засыпан с восточной стороны, чтобы создать пространство для военного аэродрома Mustin Field (закрыт в 1963 году). Западная оконечность канала превратилась в Резервный бассейн, где базируются корабли резерва Военно-морского флота США.
До конца 1960-х годов Военно-морская верфь и военный аэродром не претерпели существенных изменений, несмотря на две мировые войны, и лишь строительство шоссе I-95 смогло изменить облик южной части Филадельфии в районе реки Делавэр.